# Mietałłurg Magnitogorsk
Mietałłurg Magnitogorsk (ros. Металлург Магнитогорск) – rosyjski klub hokeja na lodzie z siedzibą w Magnitogorsku.

## Informacje ogólne
- Pełna nazwa: HK Mietałłurg Magnitogorsk
- Rok założenia: 1950
- Barwy: niebiesko-biało-czerwone
- Lodowisko: Arena-Metallurg
- Pojemność: 7 500
- Zespół farmerski: Jużnyj Urał Orsk (WHL)
- Drużyna juniorska: Stalnyje Lisy Magnitogorsk (MHL)
- Maskotka klubu: lis „Timosza”[4]

## Historia
W 1950 przy Fabryce Żelaza i Stali w Magnitogorsku powstał klub Mietałłurg Magnitogorsk. W 1953 klub został mistrzem obwodu czelabińskiego. W Mistrzostwach ZSRR klub zadebiutował w 1955 w Klasie B (drugi poziom rozgrywek) w której występował nieprzerwanie do 1981, kiedy to osiągnął awans do najwyższej klasy rozgrywkowej w ZSRR - klasy A.
Po przeobrażeniach politycznych Mietałłurg występował w najwyższej klasie rozgrywkowej w Rosji. W 1994 wywalczył mistrzostwo Rosji. W tym samym roku klub wygrał także Europejską Ligę Hokejową. W 2000 ponownie został najlepszą drużyną hokejową w Europie, zaś w kraju zdobył brązowy medal. Rok później ponownie sięgnął po mistrzostwo Rosji, po czym w następnych rozgrywkach znów zdobył brązowy medal. Na kolejny medal musiał czekać do 2004 – wtedy to klub sięgnął po wicemistrzostwo kraju, przegrywając w finale play-off z Awangardem Omsk 2-3 (prowadząc już w rywalizacji 2-0). Rok później Magnitogorsk zdołał wywalczyć w grudniu prestiżowy Puchar Spenglera (pokonując w finale Team Canada 8:3) po czym kilka miesięcy później znów został brązowym medalistą mistrzostw Rosji (znów porażka z Awangardem w półfinale). W 2007 w półfinale play-off Mietałłurg ponownie spotkał się z Omskiem, lecz tym wygrał rywalizację 3-1, a następnie pokonał Ak Bars Kazań 3-2 i został mistrzem Rosji.
W sezonie 2007/2008 na trzy tygodnie przed Pucharem Mistrzów Fiodora Kanariejkina na stanowisku trenera zastąpił Walerij Postnikow. Powodem zmiany była zbyt duża strata punktowa do prowadzącej w tabeli dwójki – Saławatu Jułajew Ufa i SKA Sankt Petersburg. W styczniu 2008 klub zdobył Puchar Mistrzów.
W sezonie KHL (2023/2024) drużyna po raz trzeci triumfowała w rozgrywkach. Wiosną 2024 do sztabz dołączyli Siergiej Moziakin, Jarosław Chabarow i Wasilij Koszeczkin.

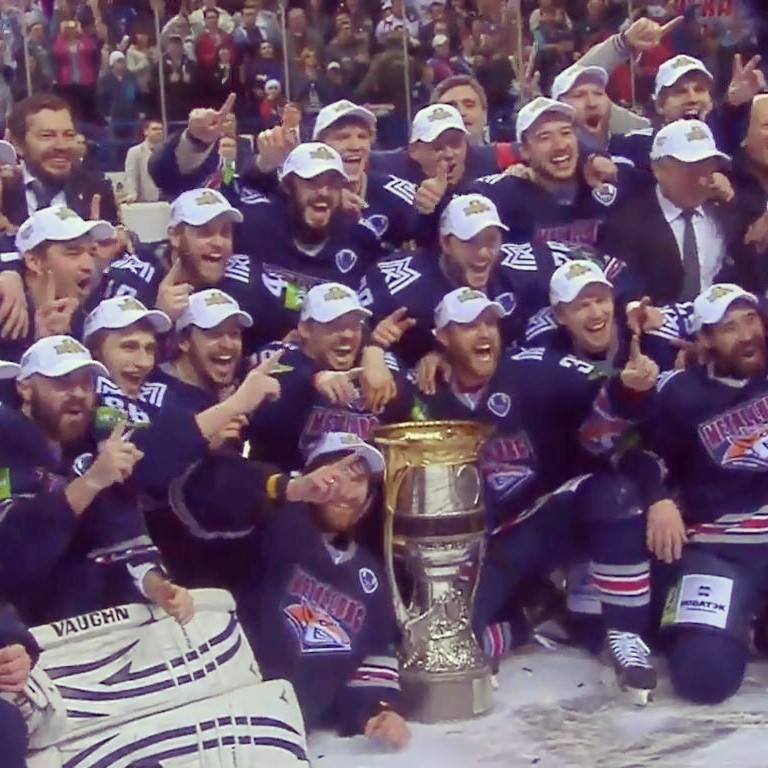
Zawodnicy Mietałłurga z Pucharem Gagarina za sezon 2013/2014

## Sukcesy
- Złoty medal mistrzostw Rosji: 1999, 2001, 2007, 2014, 2016, 2024
- Srebrny medal mistrzostw Rosji: 1998, 2004, 2017, 2022
- Brązowy medal mistrzostw Rosji: 1995, 1997, 2000, 2002, 2006, 2008, 2009
- Złoty medal Europejskiej Hokejowej Ligi: 1999, 2000
- Mecz o Superpuchar IIHF: 1999
- Superpuchar IIHF: 2000
- Puchar Spenglera: 2005
- Puchar Mistrzów: 2008
- Puchar Gagarina – mistrzostwo KHL: 2014, 2016, 2024
- Finał o Puchar Gagarina: 2017, 2022
- Puchar Otwarcia: 2014, 2016
- Finalista Pucharu Wiktorii: 2008
- Finalista Hokejowej Ligi Mistrzów: 2009
- Pierwsze miejsce w Dywizji Charłamowa w sezonie zasadniczym: 2010, 2014, 2016, 2017, 2024
- Pierwsze miejsce w Konferencji Wschód w sezonie zasadniczym: 2014, 2017, 2024
- Nagroda Wsiewołoda Bobrowa (dla najskuteczniejszej drużyny w sezonie): 2014, 2016, 2023, 2024

## Szkoleniowcy
W przeszłości trenerem klubu był m.in. Jurij Szundrow. Od 1996 do 2003 pierwszym trenerem klubu był Walerij Biełousow. W sezonie KHL (2010/2011) trenerem klubu był Fin Kari Heikkilä. W sezonie KHL (2012/2013) do marca 2013 roku trenerem był Kanadyjczyk Paul Maurice. Na przełomie kwietnia i maja 2013 klub prowadził konkurs na zmianę loga, po czym ogłoszono, że w nowe logo będzie zawierać główny motyw - zwierzę lisa. W maju 2013 nowym szkoleniowcem drużyny został Kanadyjczyk Mike Keenan. W styczniu 2015 trenerem bramkarzy został Siergiej Zwiagin. W połowie 2015 trener Keenan został mianowany prezesem ds. rozwoju hokejowego w klubie, a tymczasowym szkoleniowcem został Ilja Worobjow. 19 października 2015 powołano nowy sztab szkoleniowy (główny trener Ilja Worobjow, asystenci Mike Pelino, Wiktor Kozłow, Siergiej Zwiagin). Od początku listopada 2017 p.o. głównego trenera Mietałłurga był W. Kozłow, którego pod koniec grudnia tego roku zatwierdzono na tym stanowisku. Asystentami w sztabie w tym czasie pozostawali Pelino, Zwiagin oraz Władimir Antipin. Od kwietnia 2018 głównym trenerem zespołu był Czech Josef Jandač, a w składzie sztabu pozostali Wiktor Kozłow i Władimir Antipin. Na początku sezonu KHL (2019/2020) Josef Jandač został zwolniony we wrześniu 2019, a jego miejsce zajął Ilja Worobjow. Do kwietnia 2020 w sztabie byli Wiktor Kozłow, Jiří Kalous, Andriej Bołsunowski. Wiosną 2020 do sztabu weszli Szwed Fredrik Stillman, Aleksandr Golc, i Słoweniec Klemen Mohorič jako trener bramkarzy. W listopadzie 2020 do sztabu powrócił Mike Pelino. W maju 2021 nowymi trenerami w sztabie zostali Mark French i Wiktor Ignatjew. W październiku 2022 do sztabu dołączył Dmitrij Riabykin. Po sezonie 2022/2023 zostali zaangażowani Andriej Razin jako główny trener oraz jako asystenci Jurij Trubaczow, Jewgienij Michałkiewicz i Jarosław Chabarow, zaś trenerem bramkarzy pozostał Klemen Mohorič.

## Zawodnicy
Na początku lipca 2021 ogłoszono zakończenie kariery zwodniczej wieloletniego zawodnika klubu, Siergieja Moziakina, oraz zastrzeżenie jego numeru 10 dla zawodników drużyny.

## Kadra w sezonie2020/2021
| Bramkarze: - Wasilij Koszeczkin - Gleb Nosow - Juho Olkinuora Obrońcy: - Wadim Antipin - Grigorij Dronow - Nikita Chłystow - Jegor Jakowlew - Jegor Martynow - Artiom Minullin - Michaił Pasznin - Władisław Siomin - Artiom Ziemczonok |  | Napastnicy: - Taylor Beck - Andriej Czibisow - Daniła Jurow - Maksim Karpow - Jegor Korobkin - Siemion Koszelew - Nikołaj Kulomin - Siergiej Moziakin - Andrej Nestrašil - Archip Niekolenko - Jurij Płatonow - Siergiej Płotnikow - Bogdan Potiechin - Nikołaj Prochorkin - Nikita Rożkow - Igor Szwyrow |